# Seán Óg
Sean O'Malley (Milltown Malbay, 4 juni 1992), voornamelijk bekend onder zijn artiestennaam Seán Óg (vertaald "Jonge Seán"), is een zanger en musicus uit Milltown Malbay, County Clare, Ierland.
Seán Óg stamt uit een familie van musici en begon derhalve al vroeg met zingen en muziekmaken. Als tiener verdeelde hij zijn tijd tussen de middelbare school en het spelen in een band.
In 2010 scoorde hij een hit met de single "We still love you without your car". De begeleidende clip werd gezien als opmerkelijk aangezien de instrumenten bespeeld werden door honden.

## Singles
| Titel                              | Jaar | Irish Charts |
| ---------------------------------- | ---- | ------------ |
| We still love you without your car | 2010 | #19          |
| The Answer                         | 2010 | #14          |
| Promises We Hold                   | 2010 | #16          |
| They're the Reasons                | 2011 | -            |
| Dreaming                           | 2012 | #22          |
| You are so true                    | 2012 | #22          |
| I Know                             | 2013 | #14          |